# Rajčichinsk
Rajčichinsk (anche traslitterata come Raychikhinsk, Rajčikhinsk o Rajčihinsk) è una cittadina dell'Estremo Oriente Russo, situata nell'Oblast' dell'Amur, sul fiume Rajčicha, 165 km a est del capoluogo Blagoveščensk.
Fondata nel 1932 con il nome di Rajčicha, ottenne lo status di città nel 1944.
All'interno del territorio della città sono presenti gli insediamenti di Ugol'noe e Širokij.
La più grande impresa della città è la JSC Amursky Coal (miniere a cielo aperto di Severo-Vostochny e Yerkovetsky, sito di Kontaktovy).

## Società

### Evoluzione demografica
Fonte: mojgorod.ru
- 1959: 27.200
- 1970: 25.200
- 1979: 28.100
- 1989: 27.900
- 2002: 24.498
- 2007: 23.300